# Presidente de la Junta de Comunidades de Castilla-La Mancha
El presidente de la Junta de Comunidades de Castilla-La Mancha es el jefe de Gobierno de la comunidad autónoma española de Castilla-La Mancha. Desempeña además la representación ordinaria del Estado en la comunidad. La sede de la presidencia de la Junta de Comunidades se encuentra en el Palacio de Fuensalida de la ciudad de Toledo. El actual titular es, desde 2015, Emiliano García-Page.

"El Presidente de la Junta de Comunidades de Castilla-La Mancha dirige la acción del Consejo de Gobierno, coordina las funciones de sus miembros y ostenta la superior representación de la Región, así como la ordinaria del Estado en la misma".
Artículo 14.1
Estatuto de Autonomía de Castilla-La Mancha

## Elección
Tras la celebración de las elecciones a Cortes de Castilla-La Mancha, serán las mismas las que, en función de sus competencias, elijan, de entre sus miembros, al presidente de la Junta de Comunidades, que también lo será del Consejo de Gobierno de la comunidad.

## Investidura
Una vez elegido el presidente de la Junta de Comunidades por las Cortes, el cargo se hará oficial por el rey de España, quien procederá al nombramiento del presidente. Tras esto, la presidencia procederá a nombrar a los consejeros y a distribuir entre ellos las funciones ejecutivas.

## Estructura de la Presidencia
- Presidente de Castilla-La Mancha.
  - Director del Gabinete de la Presidencia: Francisco Javier Nicolás Gómez.
  - Director de Coordinación Informativa: José Ángel Regatero Palop.
  - Director adjunto al Gabinete de la Presidencia: Ricardo Marín Corroto.
  - Secretaría general de la Presidencia: Rafael Perezagua Delgado.
- Vicepresidencia de Castilla-La Mancha: José Luis Martínez Guijarro.
- Portavoz: Blanca Fernández Morena.

## Listado de presidentes
Esta es una lista con todos los presidentes del ente autonómico:
| N.º | Nombre                    | Imagen | Legislatura                                                     | Fecha del Real Decreto de | Fecha del Real Decreto de | Partido | Partido   |
| N.º | Nombre                    | Imagen | Legislatura                                                     | Nombramiento              | Cese                      | Partido | Partido   |
| --- | ------------------------- | ------ | --------------------------------------------------------------- | ------------------------- | ------------------------- | ------- | --------- |
| ―   | Antonio Fernández-Galiano |        | i preautonómica                                                 | 29 de noviembre de 1978   | 1 de febrero de 1982      |         | UCD       |
| ―   | Gonzalo Payo              |        | ii preautonómica                                                | 1 de febrero de 1982      | 4 de enero de 1983        |         | UCD       |
| ―   | Jesús Fuentes Lázaro      |        | iii preautonómica                                               | 4 de enero de 1983        | 7 de junio de 1983        |         | PSCM-PSOE |
| 1   | José Bono                 |        | i                                                               | 7 de junio de 1983        | 17 de abril de 2004       |         | PSCM-PSOE |
| 1   | José Bono                 | ii     |                                                                 | 7 de junio de 1983        | 17 de abril de 2004       |         | PSCM-PSOE |
| 1   | José Bono                 | iii    |                                                                 | 7 de junio de 1983        | 17 de abril de 2004       |         | PSCM-PSOE |
| 1   | José Bono                 | iv     |                                                                 | 7 de junio de 1983        | 17 de abril de 2004       |         | PSCM-PSOE |
| 1   | José Bono                 | v      |                                                                 | 7 de junio de 1983        | 17 de abril de 2004       |         | PSCM-PSOE |
| 1   | José Bono                 | vi     |                                                                 | 7 de junio de 1983        | 17 de abril de 2004       |         | PSCM-PSOE |
| 2   | José María Barreda        |        | 17 de abril de 2004 (en funciones hasta el 30 de abril de 2004) | 22 de junio de 2011       |                           |         | PSCM-PSOE |
| 2   | José María Barreda        | vii    | 17 de abril de 2004 (en funciones hasta el 30 de abril de 2004) | 22 de junio de 2011       |                           |         | PSCM-PSOE |
| 3   | María Dolores de Cospedal |        | viii                                                            | 22 de junio de 2011       | 4 de julio de 2015        |         | PP        |
| 4   | Emiliano García-Page      |        | ix x xi                                                         | 4 de julio de 2015        | -                         |         | PSCM-PSOE |